# John Mealing
John Mealing (* 5. April 1942 in Yeovil) ist ein britischer Keyboarder, der auch als Komponist und Arrangeur tätig war.
Mealing gehörte Mitte der 1960er Jahre als Pianist zum Quintett von Don Rendell und Ian Carr. 1969 gehörte er zu den Gründungsmitgliedern der Jazzrock-Band If, mit der er vier Alben einspielte und der er bis zur ersten Auflösung 1972 angehörte. Dann holte ihn Klaus Doldinger in seine Gruppe Passport (Second Passport). In den nächsten Jahren arbeitete er mit Mick Ronson, John Entwistle, Tim Hardin, Status Quo, Long John Baldry und Michael Giles, bevor er in der Band Strawbs beim Album Nomadness und zahlreichen weiteren Alben mitwirkte. Als Studiomusiker war er auch an Alben  von John Glover, Leo Sayer und den Swingle Singers beteiligt.
Mitte der 1980er Jahre arrangierte Mealing für The Style Council, The Blow Monkeys und The Pet Shop Boys. Zwischen 1986 und 1993 komponierte er für die BBC-Shows Every Second Counts und Bob's Full House, dann für die Fernsehserien Press Gang und Scarf Jack.  Auch hat er die Musik für The Secret Policeman's Biggest Ball (1989) geschrieben.